# Bullis stigmata
Bullis stigmata är en fjärilsart som beskrevs av Druce 1904. Bullis stigmata ingår i släktet Bullis och familjen juvelvingar. IUCN kategoriserar arten globalt som livskraftig. Inga underarter finns listade i Catalogue of Life.